# Coleophora ocymoidella
Coleophora ocymoidella é uma espécie de mariposa do gênero Coleophora pertencente à família Coleophoridae.